# John Sandford
Pour les articles homonymes, voir Sandford.
John Sandford est le pseudonyme d'écrivain d'un journaliste américain, de son vrai nom John Roswell Camp, né le 23 février 1944 à Cedar Rapids (Iowa, États-Unis) et lauréat du Prix Pulitzer.

## Biographie
Diplômé de l'université d'Iowa en études américaines en 1966, John Camp commence sa carrière de journaliste au Miami Herald, de 1971 à 1978. En 1978 il part travailler à Minneapolis pour le Saint Paul Pioneer Press. Finaliste du Prix Pulitzer en 1980 pour une série d'articles sur la culture des Amérindiens aux États-Unis, il obtient le Prix Pulitzer de la presse écrite (catégorie "Feature Writing") en 1986 pour une série d'articles intitulée Life on the Land : An American Farm Family. Cette série de cinq articles décrit la vie d'une famille de fermiers du Minnesota confrontée à la pire crise de l'agriculture américaine depuis la Grande Dépression.
John Camp cesse de travailler à plein temps pour le Pioneer Press en 1989 et commence alors sa carrière d'écrivain.
Il écrit deux romans : Trajectoire de fou (The Fool's Run) avant pour héros Kidd et Le Jeu du chien-loup (Rules of Prey) un roman policier ayant pour héros Lucas Davenport, qui inaugure la série des "Proies" (Prey en anglais). Alors que ses deux romans sont acceptés et près d'être publiés, son éditeur lui demande de fournir un pseudonyme pour son roman Rules of Prey. C'est ainsi que The Fool's Run est publié sous son vrai nom de "John Camp", alors que Rules of Prey est publié sous le pseudonyme de "John Sandford". La série des "Proies" avec son charismatique protagoniste Lucas Davenport se révélant plus populaire, "Trajectoire de fou" et tous ses autres romans seront désormais publiés sous son pseudonyme de "John Sandford".
Il est reconnu aujourd'hui internationalement comme un maître du thriller.

## Œuvre

### Série Proies (Lucas Davenport)
1. Le Jeu du chien-loup, 1989 ((en) Rules of Prey)
2. La Proie de l'ombre, 1990 ((en) Shadow Prey)
3. Froid aux yeux, 1991 ((en) Eyes of Prey)
4. Froid dans le dos, 1992 ((en) Silent Prey)
5. Une proie en hiver, 1993 ((en) Winter Prey)
6. La Proie de la nuit, 1994 ((en) Night Prey)
7. La Proie de l'esprit, 1995 ((en) Mind Prey)
8. La Proie de l'instant, 1996 ((en) Sudden Prey)
9. La Proie secrète, 1998 ((en) Secret Prey)
10. Une proie certaine, 1999 ((en) Certain Prey)
11. Une proie rêvée, 2000 ((en) Easy Prey)
12. Une proie sans défense, 2001 ((en) Chosen Prey)
13. Une proie mortelle, 2002 ((en) Mortal Prey)
14. La Proie de l'aube, 2003 ((en) Naked Prey)
15. La Proie cachée, 2004 ((en) Hidden Prey)
16. (en) Broken Prey (2005)
17. (en) Invisible Prey (2007)
18. (en) Phantom Prey (2008)
19. (en) Wicked Prey (2009)
20. (en) Storm Prey (2010)
21. (en) Buried Prey (2011)
22. (en) Stolen Prey (2012)
23. (en) Silken Prey (2013)
24. (en) Field of Prey (2014)
  - Une proie pour l’art in Face à Face, Fleuve Noir, collection 12/21, 2020 (Face Off, 2014), Policier, Thriller, trad. Maxime Berrée  (ISBN 2265154709)Écrit avec Jeffery Deaver. Anthologie réunie par David Baldacci - 11 nouvelles rédigées par des équipes de deux à trois auteurs.
25. (en) Gathering Prey (2015)
26. (en) Extreme Prey (2016)
27. (en) Golden Prey (2017)
28. (en) Twisted Prey (2018)
29. (en) Neon Prey (2019)
30. (en) Masked Prey (2020)
31. (en) Ocean Prey (2021)
32. (en) Righteous Prey (2022)

### Série Virgil Flowers
1. (en) Dark of the Moon, 2007
2. (en) Heat Lightning, 2008
3. (en) Rough Country, 2009
4. (en) Bad Blood, 2010
5. (en) Shock Wave, 2011
6. (en) Mad River, 2012
7. (en) Storm Front, 2013
8. (en) Deadline, 2014
9. (en) Escape Clause, 2016
10. (en) Deep Freeze, 2017
11. (en) Holy Ghost 2018
12. (en) Bloody Genius, 2019

### Série Singular Menace (en collaboration avec Michelle Cook)
1. (en) Uncaged, 2014
2. (en) Outrage, 2015
3. (en) Rampage, 2016

### Série Kidd
1. Trajectoire de fou, 1989 ((en) The Fool's Run)
2. Le Code du diable, 2000 ((en) The Devil's Code)

#### Chronologie des versions originales de la série Kidd
- The Fool's Run (1989, publié de nouveau en 1996 sous le pseudonyme de John Sandford)
- The Empress File (1991, publié de nouveau en 1995 sous le pseudonyme de John Sandford
- The Devil's Code (2000)
- The Hanged Man's Song (2003)

### SérieLetty Davenport
- The Investigator (2022)
- Dark Angel (2023)

#### Romans
Nuits d'enfer, 2002 ((en) The Night Crew)

## Prix
- Prix Pulitzer 1986[1]
- Prix Thriller 2011 du meilleur roman pour Bad Blood[2]
- Grand Master Awards 2025[3]